# Uhlwiller
Uhlwiller (deutsch Uhlweiler) ist eine französische Gemeinde mit 682 Einwohnern (Stand 1. Januar 2021) im Département Bas-Rhin in der Region Grand Est (bis 2015 Elsass). Die Einwohner werden Uhlwillerois genannt.

## Geografie
Uhlwiller liegt zwischen Dauendorf im Nordwesten und Ohlungen im Südosten, acht Kilometer nordwestlich von Haguenau. Der im Südwesten gelegene Weiler Niederaltdorf gehört zu Uhlwiller.

## Geschichte
Ab dem 14. Jahrhundert gehörte der Ort dem Kloster Neubourg. Infolge eines Rechtsstreits mit dem Kloster brachten Bewohner des Dorfes 1333 den Abt Berthold um und mussten dafür später Sühnegeld zahlen.

## Kultur und Sehenswürdigkeiten
Das Musée du pain (Brotmuseum) in Uhlwiller zeigt die Entwicklung der Getreideverarbeitung von der Saat bis zum Backen des Brotes im Wandel der Zeit.
Eine erste Kapelle Saint-Nicolas im Weiler Niederaltdorf wurde um 1393 erbaut. Um 1617 entstand die heutige Kapelle. Ein gotischer Bogen des vorherigen Gebäudes ist in einer seitlichen Mauer erhalten geblieben.
Eine Kirche Saint-Pierre wurde zum ersten Mal 766 urkundlich erwähnt. Die damalige Kirche wurde vom Kloster Saints-Pierre-et-Paul in Wissembourg in Auftrag gegeben. Das Kirchenschiff wurde 1740 erneuert, wobei der mittelalterliche Turm erhalten blieb. 1822 wurde die Kirche vergrößert, 1876 zerstört und 1877 im neugotischen Stil wiedererbaut.